# Inge Bauerová
Inge Bauerová, rozená Inge Exnerová, (* 24. června 1940 Dětmarovice, Německá říše, dnes Česko) je bývalá východoněmecká atletka, která se věnovala tehdejšímu pětiboji.
V roce 1966 vybojovala na mistrovství Evropy v Budapešti bronzovou medaili, když v pěti disciplínách nasbírala 4 713 bodů. O dva roky později reprezentovala na letních olympijských hrách v mexickém hlavním městě Ciudad de México. S celkovým součtem 4 849 bodů obsadila sedmé místo.